# Coppa di sant'Agnese

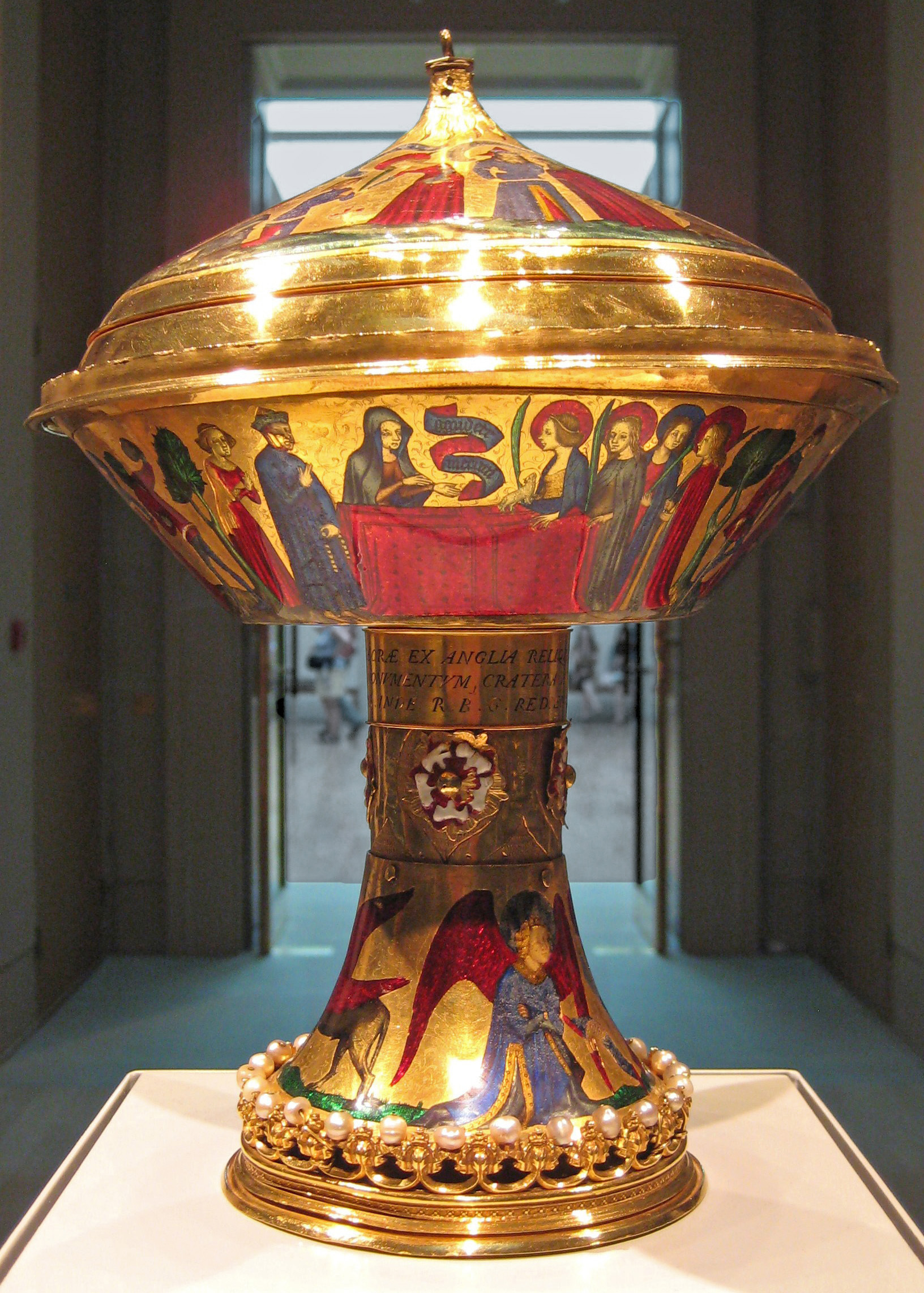
La coppa di Sant'Agnese è alta 23,6 cm, larga 17,8 cm nel punto massimo pesa 1,935 kg.

La Coppa di sant'Agnese (in inglese Saint Agnes Cup o anche Royal Gold Cup, cioè "coppa reale d'oro") è una coppa in oro massiccio, riccamente decorata di smalto e perle. Gran parte della decorazione è costituita dal ciclo di scene relative alla vita di Sant'Agnese. 

## Storia e descrizione
Al tempo in cui la coppa fu realizzata, il culto di sant'Agnese annoverava tra i numerosi devoti il re di Francia Carlo V, che nacque nel 1338, il 21 gennaio, giorno dedicato, secondo il calendario dei santi, proprio a Sant'Agnese e si conoscono almeno 13 opere d'arte dedicate a questa santa, inclusa un'altra coppa d'oro decorata a smalto, in possesso dello stesso re Carlo V. Fino ad alcuni decenni or sono si riteneva che la coppa fosse stata ordinata nel 1380 dal duca di Berry, Giovanni, quale regalo per il genetiliaco del fratello Carlo V, il 21 gennaio 1381. Con la morte del re, avvenuta nel 1380, il duca di Berry avrebbe tenuto per sé la coppa per una decina di anni, prima di consegnarla al nuovo re, il nipote Carlo VI.
Tuttavia, nel 1978, Ronald Lightbown, custode delle opere in metallo del Victoria and Albert Museum, respinse tale teoria sulle basi di un'analisi stilistica, giungendo alla conclusione che la coppa doveva essere stata realizzata solo poco prima che comparisse nell'inventario di Carlo VI del 1391.
Successivamente la coppa appartenne a diversi monarchi inglesi prima di passare circa 300 anni in Spagna. Sulla coppa è raffigurato anche il martirio di Sant'Emerenziana che, secondo la leggenda, era l'amica del cuore di Sant'Agnese.
La coppa fu acquistata nel 1892 da Augustus Wollaston Franks per conto del British Museum dove è conservata.